# Gustaf Nilsson
Gustaf Rudolf Nilsson (ur. 2 marca 1899, zm. 26 stycznia 1980) – szwedzki zapaśnik walczący w stylu klasycznym. Olimpijczyk z Antwerpii 1920, gdzie zajął dziewiąte miejsce w wadze lekkiej.
Mistrz kraju w 1921, 1922; drugi w 1920 roku.

## Letnie Igrzyska Olimpijskie 1920
| Konkurencja        | Rundy eliminacyjne        | Klas. końcowa |
| Konkurencja        | 1/16                      | Miejsce       |
| ------------------ | ------------------------- | ------------- |
| 67,5 kg styl wolny | Frithjof Andersen (NOR) P | 9.            |